# Neukirchen (Haunetal)
Neukirchen (ⓘ) ist mit 805 Einwohnern der größte Ortsteil der Marktgemeinde Haunetal im osthessischen Landkreis Hersfeld-Rotenburg. Durch die Lage zwischen Hünfeld, Fulda und Bad Hersfeld hat sich das Dorf zu einem beliebten Wohnstandort entwickelt.

## Geschichte

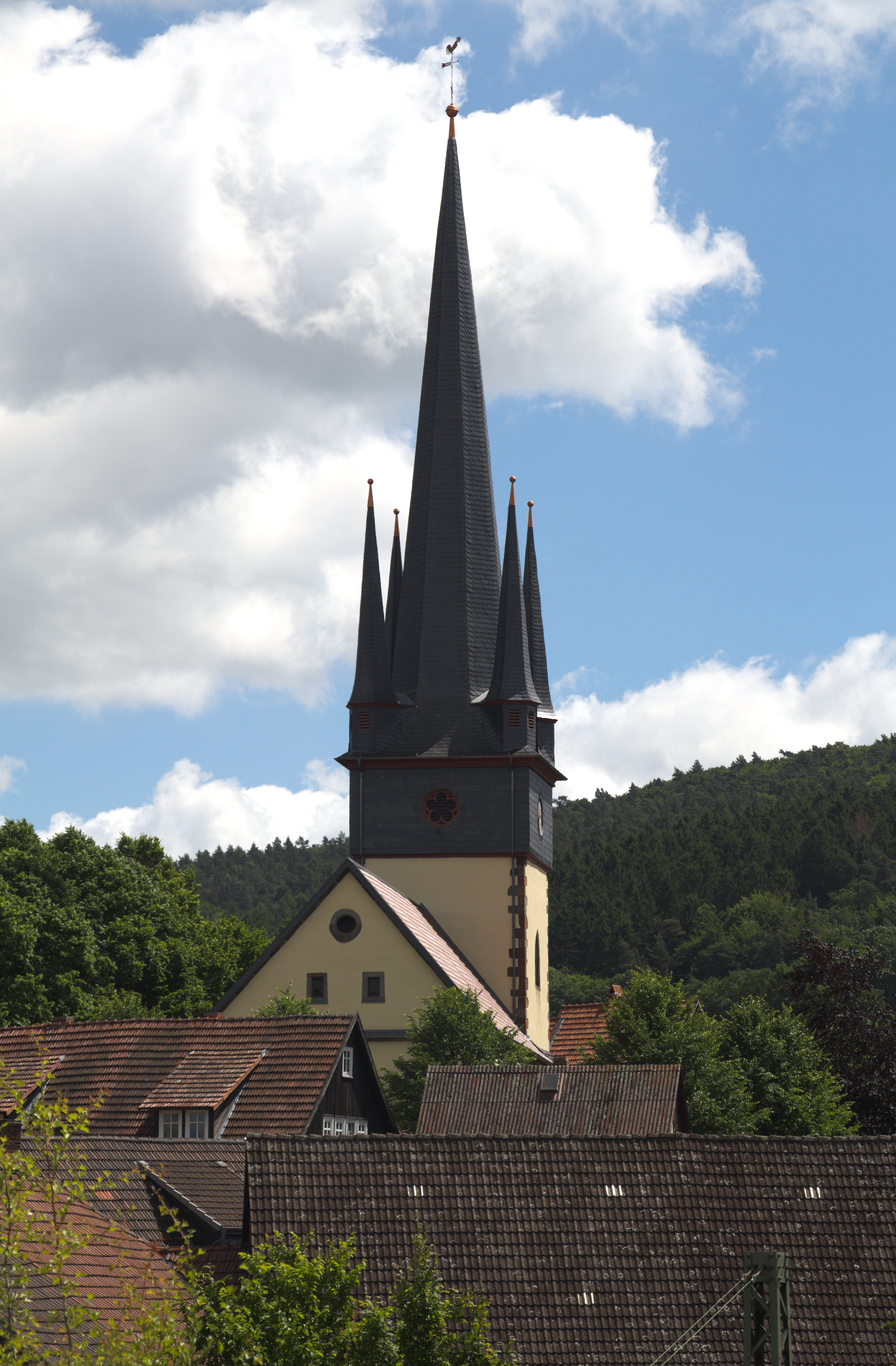
Der 60 m hohe Kirchturm von Neukirchen

### Ortsgeschichte
Die älteste bekannte schriftliche Erwähnung von Neukirchen findet sich in einer Urkunde des Klosters Haina aus dem Jahr 1263 mit der Nennung eines Eberhard von „Nuwenchirchin“, womit auch erstmals das Vorhandensein einer Kirche belegt ist. Die Grundherrschaft und Grundbesitzer Dorfes mit Gerichtsplatz war zu dieser Zeit das Kloster Fulda. Bereits 1295 taucht der Name „Nuenkirchen“ auf. Zur Pfarrei Neukirchen gehörten Müsenbach (1382), Odensachsen (1727) und Meisenbach (1727). 1489 wird das Patrozinium des Hl. Vitus genannt. 1464/65 war es der Kirchenverwaltung des Bistums Würzburg, Archidiakonat Geisa-Mellrichstadt-Coburg, Landkapitel Geisa zugeordnet. 1505 oblag das Patronat dem Abt von Fulda, Herren von Hauna, von Baumbach, im 17. und 18. Jahrhundert den Herren von der Tann. Die Reformation wurde vermutlich um 1530 eingeführt. Erster nachweisbarer evangelischer Pfarrer war Johannes Mangel vor 1582–1607. Katholischer Bekenntniswechsel: 1628. Reformierter Bekenntniswechsel: 1631. 1812 Lutherische Pfarrkirche. Seit 1818 unierte Pfarrei.
Im historischen Ortskern von Neukirchen findet sich ein nahezu vollständiger Bestand von Fachwerkhäusern aus der Zeit von 1648 bis 1900.
Hessische Gebietsreform (1970–1977)
Zum 1. Februar 1971 fusionierten im Zuge Gebietsreform in Hessen die Gemeinden Hermannspiegel, Mauers, Neukirchen, Oberstoppel und Rhina freiwillig zur neuen Gemeinde Haunetal im Landkreis Hünfeld. Neukirchen wurde Sitz der Gemeindeverwaltung. Für Neukirchen wurde, wie für die übrigen bei der Gebietsreform nach Haunetal eingegliederten Gemeinden, ein Ortsbezirk mit Ortsbeirat und Ortsvorsteher nach der Hessischen Gemeindeordnung gebildet.

### Verwaltungsgeschichte im Überblick
Die folgende Liste zeigt die Staaten und Verwaltungseinheiten, denen Neukirchen angehört(e):
- vor 1803: Heiliges Römisches Reich, Hochstift Fulda, Oberamt Fürsteneck, Gericht Neukirchen
- 1803–1806: Heiliges Römisches Reich, Fürstentum Nassau-Oranien-Fulda, Fürstentum Fulda, Oberamt Eiterfeld
- 1806–1810: Kaiserreich Frankreich, Fürstentum Fulda (Militärverwaltung)
- 1810–1813: Großherzogtum Frankfurt, Departement Fulda, Distrikt Eiterfeld
- ab 1815: Kurfürstentum Hessen, Großherzogtum Fulda, Amt Eiterfeld[8]
- ab 1821/22: Kurfürstentum Hessen, Provinz Fulda, Kreis Hünfeld[9][Anm. 2]
- ab 1848: Kurfürstentum Hessen, Bezirk Fulda
- ab 1851: Kurfürstentum Hessen, Provinz Fulda, Kreis Hünfeld
- ab 1867: Königreich Preußen, Provinz Hessen-Nassau, Regierungsbezirk Kassel, Kreis Hünfeld
- ab 1871: Deutsches Reich, Königreich Preußen, Provinz Hessen-Nassau, Regierungsbezirk Kassel, Kreis Hünfeld
- ab 1918: Deutsches Reich, Freistaat Preußen, Provinz Hessen-Nassau, Regierungsbezirk Kassel, Kreis Hünfeld
- ab 1944: Deutsches Reich, Freistaat Preußen, Provinz Kurhessen, Landkreis Hünfeld
- ab 1945: Amerikanische Besatzungszone, Groß-Hessen, Regierungsbezirk Kassel, Landkreis Hünfeld
- ab 1946: Amerikanische Besatzungszone, Hessen, Regierungsbezirk Kassel, Landkreis Hünfeld
- ab 1949: Bundesrepublik Deutschland, Hessen, Regierungsbezirk Kassel, Landkreis Hünfeld
- ab 1971: Bundesrepublik Deutschland, Hessen, Regierungsbezirk Kassel, Landkreis Hünfeld, Gemeinde Haunetal[Anm. 3]
- ab 1972: Bundesrepublik Deutschland, Hessen, Regierungsbezirk Kassel, Landkreis Hersfeld-Rotenburg, Gemeinde Haunetal

## Bevölkerung

### Einwohnerstruktur 2011
Nach den Erhebungen des Zensus 2011 lebten am Stichtag, dem 9. Mai 2011, in Neukirchen 771 Einwohner. Darunter waren 21 (2,7 %) Ausländer.
Nach dem Lebensalter waren 135 Einwohner unter 18 Jahren, 318 zwischen 18 und 49, 163 zwischen 50 und 64 und 152 Einwohner waren älter. Die Einwohner lebten in 324 Haushalten. Davon waren 81 Singlehaushalte, 87 Paare ohne Kinder und 114 Paare mit Kindern, sowie 33 Alleinerziehende und 6 Wohngemeinschaften. In 60 Haushalten lebten ausschließlich Senioren und in 216 Haushaltungen lebten keine Senioren.

### Einwohnerentwicklung
- 1812: 63 Feuerstellen, 560 Seelen[1]

| Neukirchen: Einwohnerzahlen von 1812 bis 2015 | Neukirchen: Einwohnerzahlen von 1812 bis 2015 | Neukirchen: Einwohnerzahlen von 1812 bis 2015 | Neukirchen: Einwohnerzahlen von 1812 bis 2015 | Neukirchen: Einwohnerzahlen von 1812 bis 2015 |
| --- | --------------------------------------------- | --------------------------------------------- | --------------------------------------------- | --------------------------------------------- |
| Jahr |                                               |                                               |                                               | Einwohner                                     |
| 1812 | 1812                                          |                                               | 560                                           | 560                                           |
| 1834 | 1834                                          |                                               | 431                                           | 431                                           |
| 1840 | 1840                                          |                                               | 429                                           | 429                                           |
| 1846 | 1846                                          |                                               | 426                                           | 426                                           |
| 1852 | 1852                                          |                                               | 428                                           | 428                                           |
| 1858 | 1858                                          |                                               | 416                                           | 416                                           |
| 1864 | 1864                                          |                                               | 501                                           | 501                                           |
| 1871 | 1871                                          |                                               | 436                                           | 436                                           |
| 1875 | 1875                                          |                                               | 437                                           | 437                                           |
| 1885 | 1885                                          |                                               | 449                                           | 449                                           |
| 1895 | 1895                                          |                                               | 432                                           | 432                                           |
| 1905 | 1905                                          |                                               | 449                                           | 449                                           |
| 1910 | 1910                                          |                                               | 430                                           | 430                                           |
| 1925 | 1925                                          |                                               | 454                                           | 454                                           |
| 1939 | 1939                                          |                                               | 485                                           | 485                                           |
| 1946 | 1946                                          |                                               | 795                                           | 795                                           |
| 1950 | 1950                                          |                                               | 786                                           | 786                                           |
| 1956 | 1956                                          |                                               | 703                                           | 703                                           |
| 1961 | 1961                                          |                                               | 678                                           | 678                                           |
| 1967 | 1967                                          |                                               | 726                                           | 726                                           |
| 1970 | 1970                                          |                                               | 766                                           | 766                                           |
| 1980 | 1980                                          |                                               | ?                                             | ?                                             |
| 1990 | 1990                                          |                                               | ?                                             | ?                                             |
| 2000 | 2000                                          |                                               | ?                                             | ?                                             |
| 2011 | 2011                                          |                                               | 771                                           | 771                                           |
| 2015 | 2015                                          |                                               | 797                                           | 797                                           |
| Datenquelle: Historisches Gemeindeverzeichnis für Hessen: Die Bevölkerung der Gemeinden 1834 bis 1967. Wiesbaden: Hessisches Statistisches Landesamt, 1968. Weitere Quellen: LAGIS; Gemeinde Haunetal; Zensus 2011 |                                               |                                               |                                               |                                               |

## Religion
Neukirchen hat eine Evangelische Kirchengemeinde. Das Kirchspiel Neukirchen besteht aus den vier selbständigen Kirchengemeinden Kruspis, Neukirchen, Oberstoppel und Odensachsen.
Historische Religionszugehörigkeit
| • 1885: | 432 evangelische (= 96,21 %), 9 katholische (= 2,00 %), 8 jüdische (= 1,78 %) Einwohner |
| • 1961: | 565 evangelische (= 83,33 %), 97 katholische (= 14,31 %) Einwohner                      |

## Politik
Für Neukirchen besteht ein Ortsbezirk (Gebiete der ehemaligen Gemeinde Neukirchen) mit Ortsbeirat und Ortsvorsteher nach der Hessischen Gemeindeordnung. Der Ortsbeirat besteht aus neun Mitgliedern. Bei den Kommunalwahlen in Hessen 2021 betrug die Wahlbeteiligung zum Ortsbeirat 60,19 %. Die Kandidaten gehören keiner Wahlliste an. Der Ortsbeirat wählte Mark Eigenbrod zum Ortsvorsteher.

## Kultur und Sehenswürdigkeiten

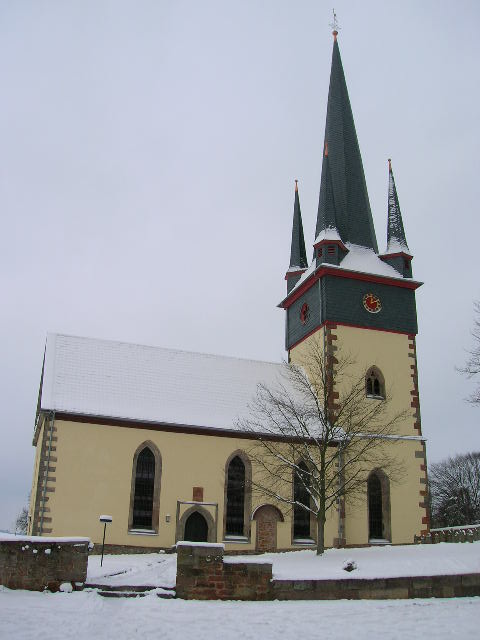
Evangelische Kirche Neukirchen

Für die unter Denkmalschutz stehenden Objekte im Ort, siehe die Liste der Kulturdenkmäler in Neukirchen.
 Bauwerke 
Der 57 m hohe Kirchturm der Kirche bietet dem Betrachter von den ringsum gelegenen Höhen ein gutes Bild seiner Größe.

## Persönlichkeiten

### Söhne und Töchter von Neukirchen
- Heinrich Ruppel (1886–1974), Dichter

### Persönlichkeiten mit Bezug zu Neukirchen
- Konrad Zuse (1910–1995), Ingenieur, Erfinder, Unternehmer (gründete 1949 die Zuse KG in Neukirchen)

## Verkehr
Der Bahnhof Haunetal-Neukirchen liegt an der Bahnstrecke Frankfurt–Göttingen und wird von der NVV-Linie RB5 bedient.
| Linie | Verlauf | Takt   |
| ----- | --- | ------ |
| RB5   | Kassel Hbf – Kassel-Wilhelmshöhe – Guxhagen – Melsungen – Malsfeld – Malsfeld-Beiseförth – Altmorschen – Heinebach – Rotenburg an der Fulda – Lispenhausen – Bebra – Ludwigsau-Friedlos – Bad Hersfeld – Haunetal-Neukirchen – Burghaun – Hünfeld – Fulda Stand: Fahrplanwechsel Dezember 2021 | 60 min |